# Lee Percy
Lee Percy (* 10. Februar 1953 in Kalamazoo, Michigan) ist ein US-amerikanischer Filmeditor.

## Leben
Nachdem Lee Percy Schauspiel unter John Houseman an der Juilliard School in New York City und Film an der University of California studierte, konnte er bereits 1980 mit Shogun Assasin seinen ersten eigenverantwortlichen Filmschnitt durchführen. Anschließend folgten Filme wie Halt's Maul, Boss!, Re-Animator und From Beyond – Aliens des Grauens. Preisgekrönt wurde seine Arbeit zuletzt für die beiden Fernsehfilme Grey Gardens und Taking Chance, für die er jeweils einen Emmy und Eddie Award erhielt, sowie eine Nominierung der gleichen Kategorie.
Insbesondere mit dem Regisseur Barbet Schroeder verbindet ihn seit 1990 eine langjährige Zusammenarbeit. So schnitt er nicht nur den Oscar-prämierten Film Die Affäre der Sunny von B., sondern auch Kiss of Death, Davor und danach und Mord nach Plan für ihn.
Lee Percy ist Mitglied der American Cinema Editors.

## Filmografie (Auswahl)
- 1980: Shogun Assassin
- 1982: Halt’s Maul, Boss! (They Call Me Bruce?)
- 1985: Re-Animator
- 1986: Troll
- 1986: From Beyond – Aliens des Grauens (From Beyond)
- 1986: Dolls
- 1987: Blondinen sterben früher (Slam Dance)
- 1988: Lebensmüde leben länger (Checking Out)
- 1990: Blue Steel
- 1990: Die Affäre der Sunny von B. (Reversal of Fortune)
- 1991: Verliebt in die Gefahr (Year of the Gun)
- 1992: Weiblich, ledig, jung sucht … (Single White Female)
- 1994: Against the Wall (Fernsehfilm)
- 1994: Corrina, Corrina
- 1995: Kiss of Death
- 1996: Davor und danach (Before and After)
- 1998: Desperate Measures
- 1998: Studio 54 (54)
- 1999: Boys Don’t Cry
- 2001: Inside a Skinhead (The Believer)
- 2001: Macht der Begierde (The Center of the World)
- 2002: Mord nach Plan (Murder by Numbers)
- 2004: Maria voll der Gnade (Maria Full of Grace/Maria, llena eres de gracia)
- 2004: Ein Zuhause am Ende der Welt (A Home at the End of the World)
- 2004: Lovesong for Bobby Long (A Love Song for Bobby Long)
- 2005: The Ice Harvest
- 2005: Mrs. Harris – Mord in besten Kreisen (Mrs. Harris)
- 2007: Der eisige Tod (Wind Chill)
- 2007: Noise – Lärm! (Noise)
- 2009: Amelia
- 2009: Die exzentrischen Cousinen der First Lady (Grey Gardens)
- 2009: Taking Chance
- 2011: Thin Ice
- 2012: Disconnect
- 2013: Carrie
- 2015: Angelica
- 2015: Touched with Fire
- 2016: Snowden
- 2017: Zwischen zwei Leben (The Mountain Between Us)
- 2018: The Kindergarten Teacher
- 2018: Mapplethorpe
- 2018: Skin
- 2020: Nur die halbe Geschichte (The Half of It)
- 2023: Krieg der Bestatter (The Burial)

## Auszeichnungen
Eddie Awards
Gewonnen
- 1995: Best Edited Motion Picture for Non-Commercial Television – Against the Wall
- 2010: Best Edited Miniseries or Motion Picture for Television – Grey Gardens

Nominiert
- 2007: Best Edited Miniseries or Motion Picture for Non-Commercial Television – Mrs. Harris
- 2010: Best Edited Miniseries or Motion Picture for Television – Taking Chance

Emmy
Gewonnen
- 2009: Outstanding Single Camera Picture Editing for a Miniseries or a Movie – Taking Chance

Nominiert
- 2009: Outstanding Single Camera Picture Editing for a Miniseries or a Movie – Grey Gardens (nominiert)